# Јосип Приможич
Јосип Приможич - Тошо (често Јоже Приможич; Љубљана, 7. фебруар 1900 — Марибор, 18. август 1985) био је југословенски и словеначки гимнастичар, позоришни радник и сликар.

## Биографија
Јосип Приможич је рођен од оца Јосипа и мајке Антонија рођене Водушек. Мајка му је умрла када је Јосип био дете, тако да је одрастао у породици свог ујака Ферди Приможич. У Љубљани, је завршио шест разреда основне школе, где се први пут упознао са гимнастиком, која је у то време била изузетно популаран спорт. На почетку Првог светског рата пошао је први разред реалке, али због тешке ситуације у породици престаје да иде у гимназију и отишао је на занат.
Године 1918, напунивши 18 година, отишао је у војску. Због слабе физичке издржљивости после три месеца су га пребацили у војну фабрику оружја у Љубљани. Касније на село у је побегао сељаку Тржану у Заградишче на Долењском, где је живео као слуга за готово три године.
Године 1921, је отишао у Љубљану где је поново био позван на одслужење војног рока, сада у новооснованој држави Краљевине Срба, Хрвата и Словенаца. Овај пут војску је служио у Краљеву, где је почео да се озбиљно бави гимнастиком. После одслужења војног рока први посао му је у Марибору обезбедио Леон Штукељ који је ту радио као судија. Штукељ је желео да има гимнастичара за заједничке тренинге и припреме за такмичења. Након дипломирања средње класе школске 1931/32 почиње да слика. Направио је око 1600 слика и портрета. Имао је око 160 изложби (28 самосталних) у земљи и иностранству. Урадио је 65 сценографија за драмске, оперске и балетске представе. Његов плодан стваралачки рад на уметничком пољу је завршио као директор техничких служби СНГ у Марибору.
По њему се данас назива улица Тоше Приможича у Марибору.

## Гимнастичарска каријера
У Сокол дошао је на позив Станета Дерганца где је под његовим надзором почео озбиљно вежбати. У само једној години вежбања је толико напредовао да је позван на изборно такмичење за састав екипе (врсте) за Олимпијске игре 1924. у Паризу. Изабран је у екипу и тако је почела његова гимнастичарска каријера и прве олимпијске игре на којима је учествовао. У екипном вишебоју освојено је четврто место.
До Светског првенства 1926. у Лиону био је по успеху трећи гимнастичар у екипи освојивши постао два сребрне медаље на вратилу и екипном вишебоју.
На његовом другом учешћу на Олимпијским играма 1928. у Амстердаму, освојио је две олимпијске медаље, сребрну на разбоју и бронзану у екипном вишебоју.
Светско првенство 1930. у Луксембургу било је је његово науспешније такмичење. Постао је четвороструки светски првак (партер, разбој, коњ са хватаљкама и појединачни вишебој) и трећи у екипном вишебоју.
На другом све-соколском слету 1930. у Београду, Приможич је био други у борби са златни мач краља Александра као најбољи Словенац на такмичењу.
Трећи пут је учествовао на Олимпијским играма 1936., у Берлину, али без запаженијих резултата. Након тога, учествовао је на Светском првенству 1938. у Прагу, где је освојио две бронзане медаље на разбоју и екипном вишебоју.
Последње такмичење на којем је учествовао било је 1940. у Земуну. Напустио је гимнастику и посветио се сликарству.

## Састави репрезентација са којима је Јосип Приможич освајао медаље
- Олимпијске игре 1928. бронза

Леон Штукељ, Јосип Приможич, Антон Малеј, Едвард Антонијевич, Драгутин Циоти, Стане Дерганц, Борис Грегорка, Јанез Порента,
- Светско првенство 1926. сребро

Леон Штукељ, Јосип Приможич, Стане Дерганц, Стане Видмар, Михаел Освалд Петар Суми, Сречко Сршен, Отон Жупан
- Светско првенство 1930. бронза

Леон Штукељ, Јосип Приможич, Антон Малеј, Борис Грегорка, Рафаел Бан Петар Суми, Нели Жупанчич, Стане Жилић
- Светско првенство 1938. бронза

Јосип Приможич, Борис Грегорка, Стјепан Болтисар, Мирослав Форте, Јосип Кујунџић, Јанез Пристов, Милош Скрбиншек, Јоже Ваднов